# Скрынник, Борис Иванович
Бори́с Ива́нович Скры́нник (род. 15 июля 1948 года, Архангельск, СССР) — советский и российский спортсмен и спортивный деятель. Заслуженный тренер России. Президент Федерации хоккея с мячом России, президент Международной федерации бенди (2006—2022).

## Карьера
В хоккей с мячом играл в составе архангельского «Водника». Выступал на позиции нападающего с 1967 по 1979 год за команды «Водник» (Архангельск) и «Строитель» (Сыктывкар). В 1969 году в составе юношеской команды «Водника» стал чемпионом СССР среди юношей. Всего за годы карьеры забил 161 гол.
С 1985 по 2005 год работал в системе клуба «Водник», в том числе президентом клуба. Некоторое время работал в структуре «Динамо» в должности вице-президента.
Был членом исполнительного комитета и вице-президентом ФХМР, членом исполнительного комитета FIB (Международной федерации бенди).
С февраля 2006 года возглавил FIB. Одним из основных направлений своей деятельности Б. И. Скрынник считает продвижение хоккея с мячом в состав олимпийских видов спорта. 5 февраля 2016 года на заседании Конгресса Международной федерации бенди (FIB) в Ульяновске полномочия Б. И. Скрынника были продлены на следующие 4 года.
В 2009 году возглавил ФХМР. 28 сентября 2016 года переизбран на новый четырёхлетний срок.
Член Президиума и сопредседатель Совета по национальным видам спорта Всемирного русского народного собора.
в 2024 году был переизбран на четырехлетний срок

## Награды
- Заслуженный тренер России[2]
- Медаль ордена «За заслуги перед Отечеством» II степени[2] (1998)
- Благодарность Президента Российской Федерации (1999)
- Орден Дружбы[7] (2007)
- Орден преподобного Сергия Радонежского III степени[1] (2013)
- Медаль ордена «За заслуги перед Отечеством» I степени[8] (2014)
- Орден Почёта (2019)[9]

## Интервью
- На эту команду равняются все: спорт. клубу «Водник» из Архангельска, рос. законодателю мод в хоккее с мячом, — 75 лет! / Б. Скрынник ; Интервью с дир. обществ. фонда «Водник», членом Междунар. Федерации бенди вел Е. Русланович // Welcome. — 2000. — N 1-2. — С. 172—173
- Гуманная акция продолжается / Б. Скрынник ; Беседовал В. Карпов // Правда Севера. — 2001. — 11 янв. — С. 15.
- Рад за русский хоккей / Б. Скрынник, Е. Худовеков // Волна. — 2001. — 24 июля. — С. 8.
- Не спешите менять регламент чемпионата/ Б. Скрынник, В. Антуфьев // Правда Севера. — 2003. — 23 янв. — С. 8.
- Янко вернулся в «Водник» вместе со шведами / Б. И. Скрынник, Е. Худовеков // Архангельск. — 2003. — 28 мая. — С. 8.
- «Водник»- моя судьба…/ Б. И. Скрынник, Е. Худовеков // Архангельск. — 2003. — 15 июля. — С. 4.
- Семья для меня означает всё в жизни / Б. Скрынник; Беседовал В. Антуфьев // Правда Севера. — 2003. — 15 июля . — С. 5.
- Борис Скрынник: «Мы должны быть мощным хоккейным регионом» : [Интервью] / Б. И. Скрынник; Вел А. Алексеев // Северный рабочий. — 2004. — 2 сент. — С. 3.
- Мы устроим для наших болельщиков праздник/ Б. Скрынник, А. Петровский // Правда Севера. — 2004. — 28 июля. — C. 8.
- Формулу чемпионата ещё надо обсуждать/ Б. Скрынник, А. Петровский // Правда Севера. — 2004. — 24 марта . — C. 8.
- Мы — клуб новой формации / Б. Скрынник, А. Сахаров // Правда Севера. — 2005. — 18 янв. — C. 8.
- Как убивали «Водник»: президент Международной федерации бенди и вице-президент московского клуба «Динамо» Б. Скрынник впервые с дней травли звездной хоккейной команды высказывает свою точку зрения на события 2005 г. Понравится не всем … / Б. И. Скрынник, И. Слободянюк, А. Сухановский // Поморская Столица. — 2007. — № 3. — С. 40-45
- «Водник» никогда не был потребителем / беседовала Г. Мещерякова // Правда Севера. — 2009. — 9 сент. — С. 28.
- Президент алого мяча: президент Российской федерации хоккея с мячом Б. Скрынник — о новой должности, Олимпиаде-2014, ресурсах духовности и давлении кризиса на отечественный спорт / записал Алексей Сухановский // Поморская столица. — 2009. — № 11. — С. 28-29 : портр. — (Большие люди)
- Мы не делаем тайны из форс-мажора /подготовила Г. Мещерякова // Правда Севера. — 2012. — 18 янв. — С. 27.
- Золото наших побед: президент Федерации хоккея с мячом России и Международной федерации хоккея с мячом Борис Иванович Скрынникнакануне своего 65-летия размышляет о жизни и спорте / подгот. Алексей Сухановский; фото Алексея Сухановского, из фототеки Федерации хоккея с мячом России // Поморская столица. — 2013. — № 6. — С. 10-17
- У каждого времени свои герои : при Ефремове команда «Водник» гремела на всю страну. Без преувеличения можно утверждать, что именно по «Воднику» многие знали Архангельск // Архангельск — город воинской славы. — 2014. — 6 июня (№ 44). — С. 26-27 : фото. — (Эпоха Ефремова)

## Сочинения
книги
- Скрынник Б. И. Мой Водник - Взгляд сквозь годы / Лит. запись А. Сухановского. — Архангельск: ООО Издательский Дом "СК", 2003. — 193 с. — 3000 экз. — ISBN 5-901992-04-0.
- Скрынник Б. И. Мой оранжевый мяч: автобиографические размышления / Лит. запись А. Сухановского. — Архангельск: ООО Издательский Дом "СК", 2013. — 223 с. — 1500 экз. — ISBN 978-5-904309-12-1.

статьи
- Для россиян «Водник» — символ Архангельска: реферат / Б. Скрынник // Бизнес Севера. Итоги 2002. Прогнозы. Тенденции. — 2002. — № 50-51. — С. 112—113: ил. — (Большой спорт).